# Paulo von Scala
Paulo Christoph von Scala (* 10. Februar 1979 in São Paulo) ist ein schweizerisch-brasilianischer Badmintonspieler.

## Karriere
Paulo Scala gewann 2002 und 2003 je einen Meistertitel in der Schweiz, nachdem er 1996 und 1997 bereits in seiner ursprünglichen Heimat Brasilien erfolgreich gewesen war. 2007 siegte er bei der Carebaco-Meisterschaft und erneut in Brasilien.

## Sportliche Erfolge
| Saison | Veranstaltung                   | Disziplin    | Platz | Name                             |
| ------ | ------------------------------- | ------------ | ----- | -------------------------------- |
| 1995   | Brazil International            | Herrendoppel | 1     | Guilherme Kumasaka / Paulo Scala |
| 1996   | Brasilianische Meisterschaft    | Mixed        | 1     | Paulo Scala / Sandra Miashiro    |
| 1997   | Brazil International            | Herrendoppel | 1     | Guilherme Kumasaka / Paulo Scala |
| 1997   | Brasilianische Meisterschaft    | Herrendoppel | 1     | Guilherme Kumasaka / Paulo Scala |
| 2002   | Schweizer Einzelmeisterschaften | Herreneinzel | 1     | Paulo von Scala                  |
| 2003   | Schweizer Einzelmeisterschaften | Mixed        | 1     | Santi Wibowo / Paulo von Scala   |
| 2006   | Brasilianische Meisterschaft    | Herreneinzel | 1     | Paulo von Scala                  |
| 2006   | Brasilianische Meisterschaft    | Herrendoppel | 1     | Paulo von Scala / Lucas Araújo   |
| 2007   | Carebaco-Meisterschaft          | Herrendoppel | 1     | Paulo von Scala / Lucas Araújo   |
| 2007   | Brasilianische Meisterschaft    | Herrendoppel | 1     | Paulo von Scala / Lucas Araújo   |
| 2007   | Brazil International            | Herrendoppel | 1     | Paulo von Scala / Lucas Araújo   |